# Общественные инициативы в перестройке
«Общественные инициативы в перестройке» — название первой информационной встречи-диалога так называемых «неформалов» СССР, прошедшая 20 по 23 августа 1987 года в ДК «Новатор» в Москве (ул. Кедрова, 5А). Во встрече участвовали более 300 человек, представлявших 50 клубов из 12 городов (Москва, Ленинград, Киев, Таллин, Архангельск, Новосибирск и другие).

## Организация встречи-диалога
Официально встреча проходила при поддержке Московского горкома, Брежневского (Черемушкинского) и Севастопольского райкомов КПСС. По мнению её участника Влада Тупикина, встреча-диалог была организована с санкции члена Политбюро ЦК КПСС А. Н. Яковлева. Он считает, что подготовка встречи проходила следующим образом. Один из организаторов, Григорий Пельман, пришёл к редактору отдела писем газеты «Собеседник» и уговорил её опубликовать письмо критическое письмо о бюрократии вместе с призывом писать такие же разоблачающие бюрократию письма в газету. Пошёл поток писем, Пельман отобрал самые интересные письма и пригласил их авторов на встречу в «ДК Новатор».

## Задачи
Леонтий Бызов, который вёл несколько заседаний по просьбе Сергея Скворцова считает, что:
Организовали её во многом именно под «хороших неформалов» <...>. Была такая установка: дать выговориться всем, но в конечном счёте вырулить на какую-то нужную им линию. Поэтому нужно было не допускать «плохих людей» к ведению этих заседаний. Пусть там дура Новодворская (или Сквирский) говорят что угодно, но общее резюме должно быть в пользу «хороших перестроечников», «наших людей», патриотов советской страны.

## Ход заседаний и результаты
Вели заседания Андрей Исаев, Виктор Золотарев, Борис Кагарлицкий и Григорий Пельман. По мнению В. Грубоголикова, если у первых двух ещё получалось удержать дискуссию в едином русле, то вторых двух опыта модерации дискуссий не было и зал охватывал хаос.
Григорий Пельман предложил создать «Кольцо объединенных инициатив».
На этой встрече состоялось знакомство Глеба Павловского и представлявшего на ней журнал «Огонёк» Владимира Яковлева. Они договорились создать информационного кооператива «Факт», который возник в том же 1987 году, а одним из учредителей и заместителем председателя его правления стал Павловский. Впоследствии из него вырос издательский дом «Коммерсантъ» и агентство «Постфактум»
На встрече была принята «Декларация историко-политического клуба „Община“», подготовленная А. Исаевым и В. Гурболиковым.
На встрече неформалов в ДК «Новатор» московские анархисты вместе с представителями комсомольских организаций и другими молодёжными активистами организовали Федерацию социалистических общественных клубов (ФСОК). Через месяц после этой встречи анархисты начали выпускать журнал «Община». ФСОК стала первой всесоюзной легальной политической организацией с идеологией, отличной от идеологии КПСС.
На этой встрече Ю. А. Самодуров выступил с проектом «Задачи, программа и устав работы Оргкомитета по реализации народного проекта „Памятник“». Проект предполагал открытий в Москве «Мемориала — памятника жертвам нарушений социалистической законности, репрессированным в 1918—1953 годах». Предполагалось, что мемориал будет включать памятник жертвам репрессий и крипторий (хранилище списков реабилитированных лиц с текстами их реабилитационных приговоров). Исследователи подчеркивают, что из этого проекта выросло общество «Мемориал».

## Известные участники
1. Алмазов, НИИ автоматической аппаратуры[14], клуб «Разум», Брежневский райком[6]
2. Нина Беляева, сотрудник Института государства и права[5]
3. Владимир Березовский, Севастопольский райком партии[9][14],
4. Виктор Борисов, Союз защиты перестройки[15]
5. Александр Бузгалин, координатор секции производственных инициатив[6]
6. Леонтий Бызов[9]
7. Василивецкий, Община[14]
8. Ю. Гончаров, группа «Прямая речь»[3]
9. Владимир Гурболиков[2]
10. А. Данилов, клуб «Перестройка» (Москва)[6]
11. С. Иванов, группа «Дружба и диалог»[6]
12. Андрей Исаев, «Община»[2][6]
13. Виктор Золотарёв, хэп-федерация[2]
14. Владимир Жириновский[16]
15. Борис Кагарлицкий[3]
16. Корсетов[14]
17. Е. Красников, группа «Дружба и диалог»[6]
18. Николай Кротов, Брежневский райком партии[2][9]
19. Г. Крочик, группа «Дружба и диалог»[6]
20. Павел Кудюкин[2]
21. Владимир Лантратов[9], зав. сектором горкома партии по работе с общественными движениями[14]
22. Самуил Лурье, группа «Спасение», Ленинград[6]
23. В. Луховицкий, общественно-политический радиоклуб «Алый парус»[6]
24. Н. Львов, рабочая группа по проблемам экстремизма[6]
25. Юрий Любцев, зав отд. проп. и агитации Брежневского райкома КПСС[5]
26. Михаил Малютин[14]
27. Владимир Махнач[6]
28. Митюнов[14]
29. В. Муратова, «Лесной народ»[6]
30. Валерия Новодворская[2][9], «Демократия и гуманизм»[14]
31. Глеб Павловский, оргкомитет встречи[5]
32. C. Панасов, группа «Дружба и диалог»[6]
33. Кирилл Парфёнов, «Щербаковцы»[3][15]
34. Григорий Пельман, Клуб социальных инициатив, координатор секции правового обеспечения[6]
35. Олег Платонов, общество «Память»[3][c].
36. В. Рам, клуб «Перестройка» (Ленинград)[6]
37. Олег Румянцев[2]
38. Юрий Самодуров[2], клуб «Перестройка» (Москва)[6]
39. Силаев, инструктор горкома партии[14]
40. Владимир Сквирский[9], «Демократия и гуманизм»[14]
41. Сергей Скворцов[9]
42. Сергей Станкевич[2][d]
43. Михаил Талалай, «Спасение»[15]
44. Влад Тупикин[8]
45. Андрей Фадин, клуб «Перестройка» (Москва)[3]
46. Пётр Филиппов, г. Ленинград[14]
47. Анатолий Чубайс, клуб «Перестройка»[8]
48. Игорь Чубайс, клуб «Перестройка»[8]
49. Михаил Шнейдер, «Демократия и гуманизм»[2]
50. Владимир Яковлев, журнал «Огонёк»[14]

## Комментарии
1. ↑  По другим данным встреча прошла 26-29 августа 1887 года[1]
2. ↑  По другим данным на встрече были представители 47 клубов[5] или 52 клуба[6]
3. ↑  О. А. Платонов подчеркивает, что прошёл на конференцию в тайне от организаторов: "Наблюдать за деятельностью врагов Отечества непосредственно из их подрывных объединений было очень важно, о некоторых событиях я готовил аналитические записки для соратников. <...> Попасть на конференцию можно было только по специальному приглашению (его я получил от нашего человека)[3]"
4. ↑  Один из кураторов встречи Н. Кротов утверждает "По крайней мере, Сергея Станкевича там ещё не было. Это точно. Он утверждает, что через актив (от своего института) он якобы приходил, но я его не помню абсолютно. <...> По-моему, он врёт. Потому что в списках он не значится, а по-другому прийти туда не мог. А на “службу” ко мне его привели только в октябре 88-го года, когда он вёл семинар для молодых коммунистов".[14]